# Julius Bensheimer
Julius Bensheimer (* 22. Januar 1850 in Mannheim; † 13. Juni 1917 ebenda) war ein deutscher Verleger.

## Leben
Bensheimer war Sohn des Buchhändlers und Verlegers Jakob Bensheimer (1807–1863) und dessen Frau Sara (1821–1888). Nach dem Besuch des Großherzoglichen Lyzeums nahm er am Deutsch-Französischen Krieg 1870/71 teil. In der Straßburger Filiale des Verlags seines Vaters erhielt er seine Ausbildung. Zusammen mit seinen Brüdern Sigmund und Albert Bensheimer leitete er den Verlag Bensheimer, der im Kaiserreich zu einem wichtigen Verlag für wissenschaftliche und juristische Literatur wurde. 1906 übernahm Julius Bensheimer die gesamte Leitung des Verlags. Der Verlag veröffentlichte seit 1880 die badischen Justizgesetze und seit 1908 eine Sammlung deutscher Gesetze, die bis 1927 auf 128 Bände angewachsen war. Daneben wurden pädagogische Schriften und Schulbücher sowie die Mundartdichtungen von Hans Glückstein verlegt. Besonders trat Bensheimer aber als Herausgeber der bewusst demokratisch ausgerichteten „Neuen Badischen Landeszeitung“ hervor.

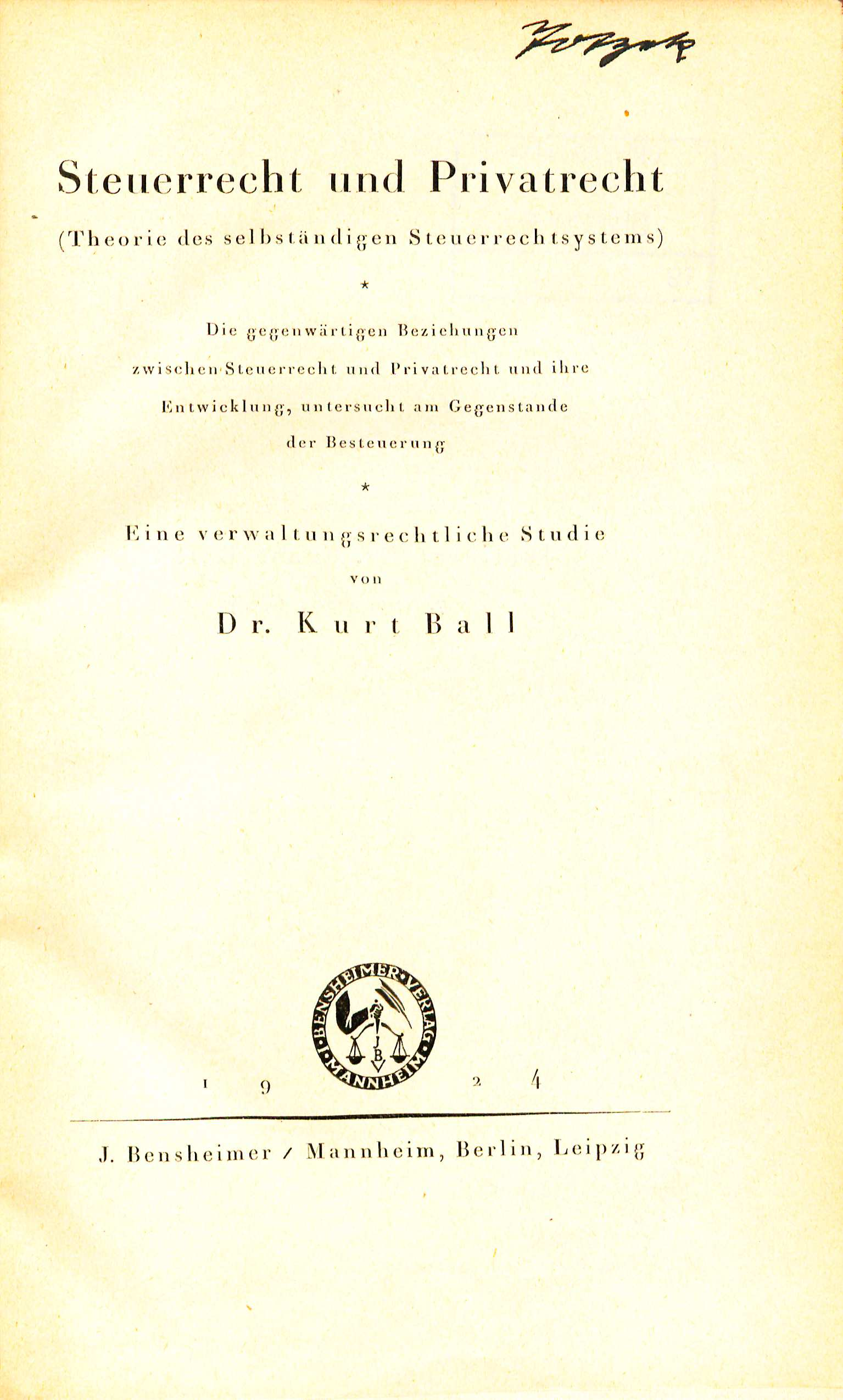
Verlegt bei Bensheimer

Bensheimer gehörte als Mitglied der Fortschrittlichen Volkspartei dem Mannheimer Bürgerausschuss an und war seit 1912 Mitglied des Stadtverordnetenvorstands. Er war Vorsitzender der Mannheimer Ortsgruppe des Deutschen Zeitungsverlegervereins und Mitbegründer und über mehrere Jahre Vorsitzender der August-Lamey-Loge und Mitglied des Mannheimer Synagogenrats.
Bensheimer war seit 1885 verheiratet mit der Frauenrechtlerin Alice Bensheimer, das Paar hatte einen Sohn, Ernst J. Bensheimer, ein promovierter Jurist, der aber schon 1923 verstarb.
Alleinerbe des Unternehmens wurde 1917 der Verleger Heinrich Gütermann, der den juristischen Fachverlag ausbaute. Gütermann wurde 1934 von den Nationalsozialisten gezwungen die Zeitung einzustellen und er floh 1938 nach der Arisierung des Verlags nach Frankreich und von dort später nach Uruguay.